# John Wogan

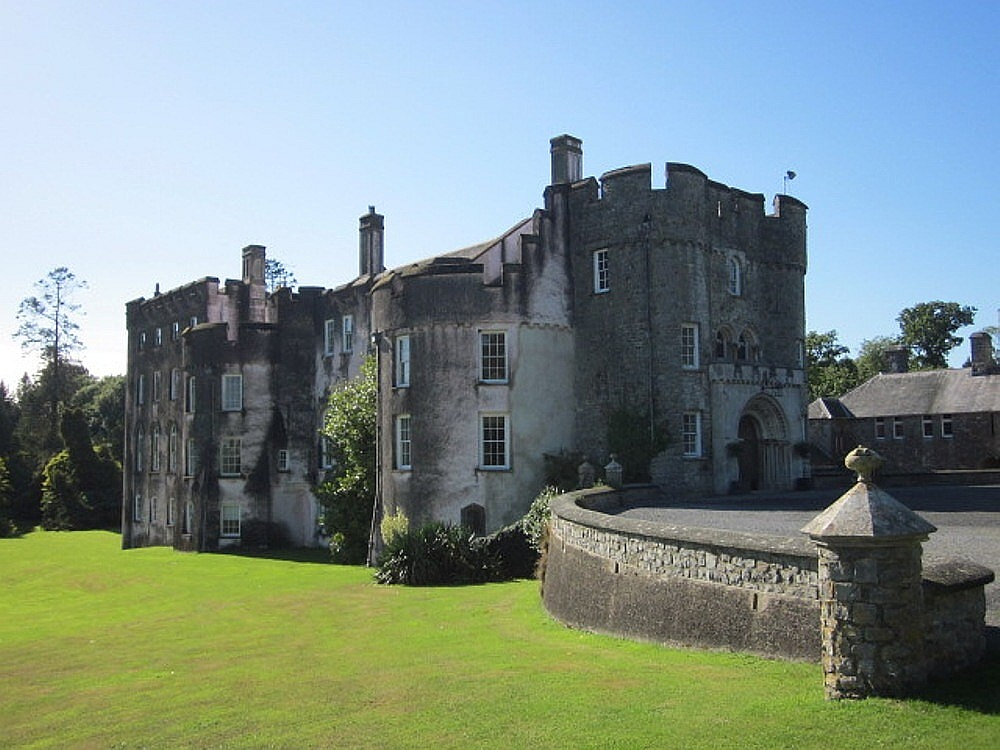
Das von Wogan erheblich ausgebaute Picton Castle in Südwestwales

Sir John Wogan († 1321 oder 1322) war ein englischer Ritter und Beamter.

## Herkunft und Aufstieg zum Justiciar of Ireland
John Wogan entstammte der cambro-normannischen Familie Wogan aus Picton in Wales. Seine genaue Herkunft ist völlig ungeklärt, und auch über seine Ehen und seine Familie sind nicht alle Details bekannt. Als Lord von Picton in Wales war er ein Vasall von William de Valence, 1. Earl of Pembroke. Möglicherweise diente er Pembroke bereits 1275, spätestens um 1280 war er dessen Verwalter im irischen Wexford. In den nächsten Jahren diente Wogan sowohl Pembroke wie auch dem englischen König Eduard I. 1292 war er bei der Huldigung des schottischen Königs John Balliol vor dem englischen König anwesend. 1293 wurde er zum Richter für Yorkshire ernannt, ehe er am 18. Oktober 1295 Justiciar of Ireland wurde. Wogan behielt dieses Amt bis 1308 und dann wieder vom 16. Mai 1309 bis zum 6. August 1312.

## Tätigkeit als Justiciar

### Ausbau der Justiz und der Parlamente
Als Justiciar diente Wogan regelmäßig als Richter, nachdem vermutlich 1282, spätestens 1285 der Court of Justiciar als ständiges Gericht in Irland geschaffen worden war. Während Wogans Amtszeit wurde dieses Gericht als letzte juristische Instanz in Irland etabliert, dessen Entscheidungen nur noch durch Urteile des Königs oder durch den englischen Court of King’s Bench aufgehoben werden konnten. Dazu festigte Wogan das 1264 erstmals belegte Parliament of Ireland, das zwischen 1295 und 1312 vierzehnmal tagte. Damit trat das Parlament während Wogans Amtszeit häufiger zusammen als in den 31 Jahren zuvor. Als Leiter der Verwaltung setzte Wogan in den Parlamenten effektiv englische Interessen durch, ohne feste politische Ziele zu verfolgen. 1297, 1299 und 1310 erließen die irischen Parlamente eigene Verordnungen, die sich aber nur mit lokalen Problemen befassten, vor allem mit dem Verhältnis von englischen Siedlern zu der irischen Bevölkerung. Zur gleichen Zeit wurden englische Gesetze durch ausdrückliche Billigung des irischen Parlaments, aber auch durch einfache Anwendung in Irland eingeführt.

### Unterstützung des Kriegs gegen Schottland
1300 mussten sich die Vertreter der Boroughs und der Grafschaften während eines Parlaments erstmals mit einer Forderung des Königs befassen, in der dieser finanzielle Unterstützung für den Krieg mit Schottland verlangte. Das Parlament bewilligte eine Steuer, und auch in den folgenden Jahren unterstützte Irland erheblich die Kriegsführung. Zeitweise wurde während Wogans Amtszeit als Justiciar fast die Hälfte der Jahreseinkünfte für den Krieg in Schottland ausgegeben. Während des englischen Feldzugs nach Schottland 1301 befehligte Wogan das etwa 3500 starke Kontingent aus irischen Rittern, leichten Reitern und Bogenschützen, die zur Armee des Thronfolgers Eduard gehörten. Der Armee gehörten mit John FitzThomas und Peter de Bermingham die führenden irischen Magnaten an, die wohl von der Hoffnung auf reiche Belohnungen durch den König getrieben an dem Feldzug teilnahmen. Diese Hoffnung erfüllte sich jedoch nicht. Die andauernden und hohen irischen Beiträge für den Krieg in Schottland schwächten dagegen die englische Stellung gegenüber der einheimischen irischen Bevölkerung.

### Beilegung von Konflikten zwischen den anglo-irischen Magnaten
Als Justiciar musste Wogan zahlreiche Konflikte zwischen den anglo-irischen Magnaten lösen. Dabei gelang ihm ein größerer Erfolg, als er den Streit zwischen William de Vescy und dessen führenden Vasall John FitzThomas von Offaly beilegen konnte. Vescy hatte als Teilerbe der Familie Marshal umfangreiche Besitzungen in Kildare geerbt, doch da er kinderlos starb, konnten seine Vasallen schließlich seine Rechte erwerben.

### Kampf um die englische Vorherrschaft in Irland
Bereits die 1297 vom Parlament erlassenen Gesetze sollten die militärische Schwäche der englischen Herrschaft in Irland, aber auch das Verhalten der englischen Siedler ändern und deren Assimilierung an die irische Bevölkerung verhindern. Wogan befasste sich aber nicht zu allzu sehr mit den juristischen Problemen der englischen Herrschaft in Irland, sondern versuchte zunächst, die englische Herrschaft und Gerichtsbarkeit auszudehnen. Tatsächlich kamen seine Richter auch in abgelegene Regionen. Im Mai 1308 kam es jedoch zu einem Aufstand der irischen Bevölkerung in den Wicklow Mountains, die den englischen Außenposten Castle Kevin niederbrannten. Als Wogan selbst die Kontrolle über die Region zurückerobern wollte, wurde er im Juni 1308 bei Glenmalure von den Iren geschlagen. Kurz darauf wurde der königliche Günstling Piers Gaveston als King’s Lieutenant Statthalter von Irland, Wogan behielt jedoch zunächst weiter das Amt des Justiciars. Gaveston gelang es rasch, die Kontrolle über die Wicklow Mountains zurückzugewinnen. Im Herbst 1308 legte Wogan sein Amt als Justiciar nieder und reiste nach England.
Nachdem auch Gaveston nach England zurückgekehrt war, wurde Wogan 1309 erneut zum Justiciar of Ireland ernannt. Die englische Verwaltung sah sich in Irland nun zunehmenden Problemen und Unruhen ausgesetzt. Während des Parlaments von Kilkenny 1310 standen Versuche, die englische Herrschaft aufrechtzuerhalten, im Vordergrund. 1309 und 1311 führte Wogan Feldzüge gegen irische Rebellen. Im April 1312 erlitt eine von Wogan ausgesandte Streitmacht in Louth eine demütigende Niederlage gegen die Truppen der jüngeren Brüder von Theobald de Verdon. Im August 1312 reiste Wogan erneut nach England, doch wohl erst 1313 wurde er als Justiciar offiziell abgelöst.

## Letzte Jahre, Ehen und Tod
Später kehrte Wogan wieder nach Irland zurück. Er übernahm zwar keine Ämter mehr, beriet aber die englische Regierung und unterstützte besonders Roger Mortimer, den neuen King’s Lieutenant von Irland. Zeitweise überprüfte er im Auftrag der Regierung, welche irischen Adligen die schottische Invasion unter Edward Bruce unterstützt hatten. Für seine Dienste belohnte ihn die Regierung unter anderem mit dem Gut von Rathcoffey in Kildare.
In Wales ließ Wogan Picton Castle erheblich ausbauen. Er heiratete Margaret de Valle, eine Tochter von Robert de Valle (auch Dale). Sie wurde nach dem Tod ihres Vaters eine seiner Erbinnen und erhielt so einen Teil der Besitzungen von Walwyn’s Castle. Nach ihrem Tod 1302 oder 1304 heiratete Wogan vor 1315 Avicia, deren Herkunft ungeklärt ist. Wogans genaues Todesjahr ist unbekannt, er starb 1321 oder 1322. Er hatte Stiftungen zugunsten der Kathedrale von St Davids in Westwales gemacht, wo er vermutlich auch beigesetzt wurde. 1302 hatte er hat Gut von Castlemorris in Dewsland den Bischöfen von St Davids vermacht. Nach seinem Tod wurde sein Besitz geteilt. Während sein Sohn John die Besitzungen in Pembrokeshire erbte, erbte ein anderer Sohn die irischen Besitzungen, deren Mittelpunkt in Rathcoffey lag.

## Bewertung
Nachdem Wogans Vorgänger als Justiciar of Ireland das Amt jeweils nur für kurze Zeit innegehabt hatten, konnte Wogan während seiner langen Amtszeit die englische Herrschaft in Irland wieder festigen. Andererseits überlasteten die erheblichen Anstrengungen, die Wogan für die Kriege von Eduard I. in Schottland leistete, die englische Stellung in Irland. Von den Lasten des Krieges soll sich die englische Verwaltung im Mittelalter finanziell nicht mehr erholt haben.